# Yanni
Yanni, pseudonimo di Yiannis Chryssomallis (in greco Γιάννης Χρυσομάλλης?; Calamata, 14 novembre 1954), è un pianista, tastierista e compositore greco.

## Biografia
Lasciò la sua patria a diciott'anni per frequentare l'Università del Minnesota, dopo aver abbandonato una promettente carriera sportiva di nuotatore.
Dopo aver conseguito una laurea in psicologia, tentò la strada della musica, nonostante non avesse mai ricevuto una formazione di base in tal senso e non fosse in grado di leggere una nota.
Dopo aver suonato le tastiere in rock band locali come i Chameleon, si trasferì in California alla ricerca di lavoro come compositore di musiche per film.
Nel 1987 mise insieme una piccola band che includeva i già compagni di musica Charlie Adams e John Tesh e iniziò un tour di promozione dei suoi primi album strumentali: Keys to Imagination, Out of Silence e Chameleon Days.
Nel 1992 ricevette la nomination al Grammy Award per l'album Dare to Dream, riconoscimento bissato l'anno successivo con In My Time.
L'inizio del grande successo arrivò con l'uscita di Yanni Live at the Acropolis, un concerto condotto dal compositore iraniano Shahrdad Rohani, filmato il 25 settembre 1993 al Teatro di Erode Attico, di Atene e giudicato il secondo video musicale migliore di tutti i tempi. È stato accreditato che una composizione di questo album, Acroyali/Standing in Motion, presenta il controverso Effetto Mozart.
Da allora, Yanni ha eseguito concerti da oltre due milioni di spettatori in più di venti Paesi del mondo. I tour del Nord America del 1995, del 1998 e del 2003-2005 sono finiti nella Top 10 dei concerti dell'anno. Ha accumulato più di 35 dischi d'oro e di platino, vendendo oltre venti milioni di copie dei suoi album.
Nel 1997 è diventato uno dei pochi artisti a cui è permesso suonare al Taj Mahal, in India. Il suo più recente album live, Yanni Live! The Concert Event, è uscito nel 2006.
Il 6 maggio 2004, i rettori dell'Università del Minnesota gli hanno conferito la laurea honoris causa in lettere.

### Primi passi
Yanni è un pianista autodidatta che iniziò la sua carriera musicale suonando saggi privati davanti ai familiari.
In gioventù pratica nuoto a livello agonistico, fino a diventare atleta olimpico e a battere, a 14 anni, il record dei 50m stile libero della Nazionale Greca di nuoto.
Frequenta l'Università del Minnesota e si laurea in psicologia. Dopodiché sceglie di tentare la carriera musicale, benché non sappia leggere la musica e non abbia ricevuto una formazione musicale canonica. Usando il suo solo istinto, inizia a scrivere musica propria.

### Gli anni coi Chameleon
Durante l'università, Yanni si unisce al gruppo locale dei Chameleon, dove incontra il batterista Charlie Adams.
Il gruppo riscuote un modesto successo commerciale nei tour attraverso il Midwest, soprattutto in Minnesota, Iowa, Wisconsin, Illinois e Dakota del Sud.

### Gli anni '80
Yanni si stufa presto del rock 'n' roll e della vita che conduce, perciò si dedica esclusivamente al proprio strumento e alla carriera di solista. Si trasferisce a Los Angeles e qui forma una piccola band, includendo Charlie Adams e John Tesh.
La sua musica viene definita "new Age", anche se lui preferisce chiamarla "strumentale contemporanea".

### Gli anni '90
Nel 1992 esce Dare to Dream. È il suo primo album ad essere nominato per il Grammy Award. La cosa si ripete nel 1993 con l'album In My Time.
La sua musica viene usata massicciamente in televisione: per il Super Bowl, per il Tour de France, per i Giochi olimpici e come sigla dell'ABC News.

#### Live at the Acropolis
Il successo mondiale arriva con questo album (e relativo video), registrato il 23 settembre 1993 al Teatro di Erode Attico di Atene. Si tratta del primo album live di Yanni, la cui band viene "rimpolpata" dalla Royal Philharmonic Concert Orchestra sotto la supervisione del direttore d'orchestra iraniano Sharhdad Rohani. Trasmesso in televisione, il concerto viene visto in 65 Paesi da mezzo miliardo di persone.
Il filmato dell'evento è stato definito come il secondo video musicale di tutti i tempi, mentre il relativo album ha superato i sette milioni di copie vendute nel mondo. Il prestigioso Journal of the Royal Society of Medicine ha appurato che una composizione di questo album, Acroyali/Standing in Motion, presenta il cosiddetto Effetto Mozart, in quanto somiglia alla Sonata per due pianoforti in Re Maggiore (K 448, del 1781) di W.A. Mozart per quanto riguarda ritmo, struttura, consonanza (melodica e armonica) e prevedibilità.

#### Tribute
Nel marzo del 1997 gli viene conferito l'onore (concesso a pochissimi artisti occidentali) di potersi esibire e registrare al Taj Mahal, in India. In seguito gli viene concesso lo stesso onore nella Città proibita, in Cina. Da questi due eventi, Yanni crea un album live (e relativo video), Tribute, uscito nel 1997.
Il direttore d'orchestra Armen Anassian ammette di aver avuto qualche dubbio circa la scelta dei luoghi per questo live: "Onestamente, qualche anno fa, quando si parlava del progetto, l'idea era sorprendente. Io stesso fui comprensibilmente molto scettico. Ma la verità è che è successo. Lo abbiamo fatto." Anassian descrive Yanni come "molto ottimista" e osserva che "niente riesce davvero a scoraggiarlo".

### Il nuovo millennio
Nel 2000, dopo due anni sabbatici, Yanni torna con un album in studio (il primo dopo sette anni dall'ultimo), If I Could Tell You.
Nel 2003-2004 si esibisce nel tour di promozione dell'album Ethnicity, che Billboard Magazine mette al quarto posto tra i più grandi tour dell'anno.
Il 6 maggio 2004, i reggenti dell'Università del Minnesota gli conferiscono la laurea honoris causa in lettere.
Nel 2004-2005 inizia il tour "Yanni Live!! a Mandalay Bay, Las Vegas. Nel 2006 escono l'album live e il video Yanni Live! The Concert Event.
Il 6 marzo 2006, la polizia della Florida dichiara che Yanni è stato arrestato in seguito a un furioso litigio con la sua fidanzata, Silvia Barthes, che si è chiusa in bagno e ha chiamato il 911. Sembra che Yanni venga accusato di parecchi capi d'accusa.
In una dichiarazione, Yanni afferma: "Queste illazioni sono crudeli, false, immeritate e prive di fondamento. In un momento e in un posto più appropriato, spero e prego di avere la possibilità di spiegarmi con i fan e i colleghi di tutto il mondo."
Il 31 marzo 2006, Fox News annuncia una notizia riportata dal Palm Beach Post secondo la quale le accuse di abusi domestici a carico di Yanni sono state fatte cadere. La pubblica accusa della contea di Palm Beach evita di commentare il fatto.
Nell'ottobre 2007 viene annunciata la collaborazione tra Yanni e il produttore Ric Wake in un progetto che vede coinvolti quattro cantanti/autori.

## Vita privata
Yanni ebbe una relazione con l'attrice Linda Evans che durò dal 1989 al 1998.

## Autobiografia
L'autobiografia di Yanni, Yanni in Words, scritta in collaborazione con David Rensin, esce nel febbraio 2003. È un memoriale che include informazioni circa i suoi primi anni in Grecia, l'esperienza del college in Minnesota, il suo successo come grande artista internazionale (con numerosi retroscena riguardanti il processo creativo che porta alle sue composizioni) e la sua storia di nove anni con l'attrice Linda Evans.
L'uscita del libro coincide con l'uscita del suo tredicesimo album, Ethnicity, e viene presto dichiarato un bestseller secondo il New York Times.

## Discografia

### Album studio
- Optimystique (1984)
- Keys to Imagination (1986)
- Out of Silence (1987)
- Chameleon Days (1988)
- Niki Nana (1989)
- Reflections of Passion (1990)
- In Celebration of Life (1991)
- Dare to Dream (1992)
- In My Time (1993)
- If I Could Tell You (2000)
- Ethnicity (2003)
- Yanni Voices (2009)
- Mexicanisimo (2010)
- Truth of Touch (2011)
- Inspirato (2014)
- Sensuous Chill (2016)

### Album live / videografia
- Yanni Live at the Acropolis (1994)
- Yanni Live at Royal Albert Hall (1995)
- Yanni One on One (1996)
- Tribute (1997)
- Yanni Live! The Concert Event (2006)
- Live at El Morro, Puerto Rico (2012)
- Yanni: World Without Borders (2014)
- The Dream Concert:Live from the Great Pyramids of Egypt CD (2016)

### Colonne sonore
- Steal the Sky (1988)
- Heart of Midnight (1988)
- I Love You Perfect (1989)
- Children of the Bride (1990)
- Prima del tramonto (1990)
- Hua qi Shao Lin (1994)
- Hexi Corridor  (2015)

### Raccolte
Lista parziale
- Romantic Moments (1992)
- In the Mirror (1997)
- Port of Mystery (1997)
- Nightbird (1997)
- Devotion: The Best of Yanni (1997)
- Someday (1999)
- The Private Years (1999)
- The Very Best of Yanni (2000)
- Ultimate Yanni (2003)
- The Collection (2006)

## Concerti & tour
- 1987 - Out of Silence
- 1988 - Chameleon Days
- 1990 - Reflections of Passion
- 1991 - Revolution in Sound
- 1992 - Dare to Dream
- 1993 - Yanni Live, The Symphony Concerts 1993
- 1994 - Yanni Live, The Symphony Concerts 1994
- 1995 - Yanni Live, The Symphony Concerts 1995
- 1997 - Tribute
- 2004 - Ethnicity
- 2004-2005 - Yanni Live!
- 2008-2009 - Yanni Voices!